# 2001年严打
2001年严打，是中华人民共和国的第三次严打行动，时间从2001年4月到2003年4月。

## 背景
经过1996年严打后，犯罪率开始反弹。2000年，时任北京市政法委书记、公安局长的强卫指出各类刑事案件和重大案件又恢复到1995年的发案水平。2001年，国家统计局的全国群众安全感抽样调查，共有62.8%的被访者认为社会治安“不安全”。不仅如此，许多地方的犯罪团伙甚至开始逐渐发展成为黑社会性质的组织。
- 靳如超爆炸案
- 吴耀星爆炸案

广州人吴耀星因为婚外情，想与妻子梁淑贤离婚，梁淑贤拒绝。吴耀星就预谋用炸弹杀妻，2001年1月22日，吴耀星邀请妻子来广州大道南的东江酒家总店，将自制炸弹放置于餐桌下，本来吴耀星准备在爆炸前借故离开，炸弹却意外提前爆炸。包括吴耀星、梁淑贤、附近顾客在外的10余人倒在血泊中，梁淑贤重伤身亡，吴耀星本人重伤。
- 钟荣枢团伙抢劫杀人案

2000年9月至2001年1月，钟荣枢等5人团伙先后以租车或帮助搬运电视机为名，将4名的士司机骗至空房内，杀人抢车，抢劫财物共价值人民币43.64万元。

## 严打行动

### 会议决定
2001年4月2日至4月3日，中共中央、国务院在北京举行全国社会治安工作会议。会议提出在全国范围内开展一场“严打”整治斗争，坚决打掉犯罪分子的嚣张气焰，尽快改变治安面貌。时任中共中央总书记、国家主席、中央军委主席的江泽民在会上发表讲话，强调了搞好社会治安的重要性和紧迫性，并对开展“严打”整治斗争提出了明确要求：“我们现在不搞运动，但开展工作必须有气势。打击严重刑事犯罪活动，没有气势，没有群众支持，很难奏效。”“对严重刑事犯罪分子，要在法律规定的量刑幅度内从重、在法定期限内从快进行打击。依法该严判的要严判一批，依法该杀的要杀一批。”

### 严打部署
本次“严打”重点打击三类犯罪：有组织犯罪、带黑社会性质的团伙犯罪和流氓恶势力犯罪；爆炸、杀人、抢劫、绑架等严重暴力犯罪；盗窃、抢夺等严重影响群众安全感的多发性犯罪。

### 严打成果
这次严打行动总计侦破各种刑事案件210多万件、治安案件400余万件。截至2002年，全国总计审结的35万多件刑事案件中有15万多人被判处5年以上有期徒刑、无期徒刑或者死刑。在严打过程中收缴各种枪支130多万支、炸药470多万公斤。此次严打后，涉及持枪案件的数量下降了81%。